# Pyrochroa
Genre
Pyrochroa est un genre d'insectes de l'ordre des coléoptères et de la famille des Pyrochroidae.

## Espèces rencontrées en Europe
- Pyrochroa coccinea (Linnaeus, 1761) - Cardinal
- Pyrochroa serraticornis (Scopoli, 1763) - Cardinal écarlate avec 2 sous-espèces :
  - Pyrochroa serraticornis kiesenwetteri (Fairmaire, 1849)
  - Pyrochroa serraticornis serraticornis (Scopoli, 1763)

## Liste d'espèces
Selon BioLib (27 novembre 2024) :
- Pyrochroa bifoveata Molfini, Mancini & Bologna, 2022
- Pyrochroa coccinea (Linnaeus, 1761)
- Pyrochroa pubescens Pic, 1907
- Pyrochroa serraticornis (Scopoli, 1763)
- Pyrochroa subcostulata Fairmaire, 1891